# Майкъл Медсън
Майкъл Медсън (на английски: Michael Madsen) е американски актьор.

## Биография
Роден е в Чикаго. Майка му Илейн е режисьорка и писателка. Баща му Калвин е пожарникар. Родителите му се развеждат през 60-те години, а майка му се отказва от кариера във финансовия свят, за да се насочи към изкуството, насърчена от филмовия критик Роджър Ебърт. Брат му Шерил Медсън е предприемач, а сестра му е номинираната за „Оскар“ Вирджиния Медсън. По бащина линия има датска кръв, а по майчина – британска, немска, ирландска, индианска и шотландска.
Майкъл Медсън умира на 3 юли 2025 г. от сърдечен арест на 67-годишна възраст. Открит е в дома си в Малибу в безсъзнание, а пристигналите спешни екипи само констатират смъртта му.

## Избрана филмография
| Година | Филм                    | Оригинално заглавие              | Роля                              | Режисьор                         |
| ------ | ----------------------- | -------------------------------- | --------------------------------- | -------------------------------- |
| 1991   | Доорс                   | The Doors                        | Том Бейкър                        | Оливър Стоун                     |
| 1991   | Телма и Луиз            | Thelma & Louise                  | Джими Ленъкс                      | Ридли Скот                       |
| 1992   | Глутница кучета         | Reservoir Dogs                   | господин Рус                      | Куентин Тарантино                |
| 1992   | Волният Уили            | Free Willy                       | Глен Гринууд                      | Саймън Уинсър                    |
| 1995   | Волният Уили 2          | Free Willy 2: The Adventure Home | Глен Гринууд                      | Дуайт Литъл                      |
| 1995   | Дони Браско             | Donnie Brasco                    | Доминик «Черният Сони» Наполитано | Марк Нюъл                        |
| 2002   | Не умирай днес          | Die Another Day                  | Деймиън Фалко                     | Лий Тамахори                     |
| 2002   | Sin City: Град на греха | Sin City                         | Боб                               | Франк Милър, Робърт Родригес     |
| 2002   | Страшен филм 4          | Scary Movie 4                    | Оливър                            | Дейвид Зукер                     |
| 2009   | Път                     | Путь                             | командир на самолетоносач         | Владимир Пасичник                |
| 2015   | Омразната осморка       | The Hateful Eight                | (Каубой) Грауч Дуглас             | Куентин Тарантино                |
| 2017   | Бензин                  | Бензин                           | Макс                              | Асен Блатечки, Катерина Горанова |

## Поезия
Майкъл Медсън пише поезия от началото на 90-те години. Първоначално – върху кибритени книги, салфетки и хотелски канцеларски материали в промеждутъците от време, когато работи на снимачната площадка и пътува по света. През 2005 г. „13 Hands Publications“ събира цялата му поезия и издава The Complete Poetic Works of Michael Madsen, Vol I: 1995–2005. Оригиналните му издадени дотогава стихосбирки са Beer, Blood and Ashes (1995), Eat the Worm (1995), Burning in Paradise (1998), A Blessing of the Hounds (2002), 46 Down; A Book of Dreams and Other Ramblings (2004) и When Pets Kill (2005).
Неговият приятел Денис Хопър описва поезията му като връщане към Бийт поколението. Самият Медсън отбелязва, че се е влиял от Джак Керуак и Чарлз Буковски.
През 2008 г. Медсън е поканен в Норвегия за превода на норвежки език и издаването на стихосбирката си Burning In Paradise. През ноември 2010 г. той е почетен гост с поезията си на фестивала Crossing Border в Хага. Друга книга с поезия, American Badass, е издадена на 25 септември 2009 г. Медсън посвещава книгата на паметта на своя приятел и колега от филма Kill Bill Дейвид Карадайн. Последната му книга Expecting Rain е издадена през октомври 2013 г. с въведение от Джери Хопкинс.